# Stephen Robson

Bischofswappen von Stephen Robson mit dem lateinischen Motto Pilger für Christus

Stephen Robson (* 1. April 1951 in Carlisle, Vereinigtes Königreich) ist ein britischer römisch-katholischer Geistlicher und emeritierter Bischof von Dunkeld.

## Ausbildung und Priesteramt
Robson besuchte die Grammar School in Carlisle und Lanark. An der University of Edinburgh erwarb er 1974 den Bachelor und studierte anschließend Theologie am St Andrew’s College, Drygrange. Am 17. März 1979 wurde er durch den Erzbischof von Saint Andrews und Edinburgh, Gordon Kardinal Gray, in der Kirche Our Lady and St. Joseph in Carlisle zum Priester geweiht.
Nach verschiedenen Aufgaben in der Pfarrseelsorge und als Lehrer war er von 1991 bis 1998 Bischofsvikar für den Bildungsbereich. Von 1998 bis 2006 verband er die Aufgabe als Spiritual am Schottischen Kolleg in Rom mit der Fortsetzung seines Studiums an der Gregoriana. Er erhielt im Jahr 2000 ein Lizenziat in Spiritueller Theologie und wurde 2003 promoviert, außerdem erwarb er ebendort 2006 das Lizenziat in Kanonischem Recht. 2004 wurde seine Dissertation über die Briefe des hl. Bernhard von Clairvaux mit dem Premio Bellarmino als jahresbeste Dissertation ausgezeichnet. Einwände, dass „Dutzende von Passagen aus der Dissertation“ scheinbar identisch mit den Veröffentlichungen anderer Autoren waren, jedoch ohne als Zitate erkenntlich zu sein, wurden von der Gregoriana Anfang 2020 dementiert. Im Jahr 2021 identifizierte der Philosoph M.V. Dougherty zahlreiche weitere Beispiele von Plagiaten in Robsons Monographie und äußerte Bedenken über die Gründlichkeit und Unabhängigkeit der römischen Universität.
Nach seiner Rückkehr aus Rom war Robson von 2007 bis 2013 Kanzler und von 2012 bis 2013 Generalvikar des Erzbistums Saint Andrews und Edinburgh.

## Bischofsamt
Am 8. Mai 2012 ernannte ihn Papst Benedikt XVI. zum Titularbischof von Tunnuna und zum Weihbischof in Saint Andrews und Edinburgh. Der Erzbischof von Saint Andrews und Edinburgh, Keith Patrick Kardinal O’Brien, spendete ihm am 9. Juni desselben Jahres die Bischofsweihe; Mitkonsekratoren waren der Apostolische Nuntius im Vereinigten Königreich, Erzbischof Antonio Mennini, und der Erzbischof von Glasgow, Mario Joseph Conti. Robson und O’Brien kannten sich über 30 Jahre; sie waren Kollegen am Blairs College, einer weiterführenden Schule zur Heranbildung des Priesternachwuchses. O’Brien trat 2013, ein Jahr nach Robsons Bischofsweihe, von seinem Amt als Erzbischof zurück, als bekannt wurde, dass er über Jahrzehnte Seminaristen missbraucht hatte.
Am 11. Dezember 2013 ernannte Papst Franziskus Robson zum Bischof von Dunkeld. Die Amtseinführung fand am 9. Januar des folgenden Jahres statt.
Papst Franziskus nahm am 28. Dezember 2022 sein aus Krankheitsgründen vorzeitig eingereichtes Rücktrittsgesuch an.